# قائمة حلقات برنامج ديو المشاهير
ديو المشاهير، هو النسخة العربية من برنامج المسابقات الغنائي الأمريكي الشهير Celebrity Duets، والذي عرض منه موسم واحد منه فقط عام 2006 وبدأت النسخة العربية من البرنامج في تشرين الأول من عام 2010 على قناة أل بي سي، قدم هذا الموسم ملكة جمال لبنان السابقة دينا عازار، وكانت الجائزة المقدمة 50 ألف دولار أمريكي، ويتم التبرع بها لمؤسسة خيرية، وتوقف البرنامج ثلاث سنوات بعد الموسم الثالث، ثم عاد مرة أخرى عام 2015 في موسمه الرابع
عُرض البرنامج على شاشة ال بي سي الفضائية اللبنانية في موسميه الأول والثاني، ثم اشتركت في بثه في الموسم الثالث قناة سي بي سي، والموسم الرابع تم عرضه على الإم بي سي 4 وMTV .يشترك عدد من المشاهير العرب من مختلف الميادين، ماعدا مجال الغناء، يتنافسون أسبوعيا بين بعضهم في الغناء إلى جانب مطربين محترفين مرموقين من أجل أن يحصل واحد منهم فقط في نهاية المسابقة على جائزة قدرها 50 ألف دولار أمريكي، سيوهبها لإحدى الجمعيات الخيرية التي سيختارها .
الحاصل على المركز الثاني فيحصل على مبلغ 25 ألف دولار أمريكي وصاحب المركز الثالث يحصل على 22.500 دولار أمريكي أما صاحب المركز الأخير وهو أول المغادرين فيحصل على 2.500 جميع المشاهير يخرجون مع مبلغ مالي لتقدمه لصالح أعمال الخير و في كل موسم تتغير قيمة الجائزة
بكل حلقة يشكل ثنائي بين متسابق وفنان عربي مرموق، في نهاية العرض لجنة التحكيم المؤلفة من ثلاث شخصيات من الوسط الفني تبدي رأيها بما شاهدته. أما عملية التصويت والأستعاد فتقع على عاتق الجمهور المشاهد في المنازل الذي يصوت لمن يرغب بمغادرة السباق عير الرسائل النصية القصيرة.وعند مغادرة كل نجم مع نهاية الحلقة، يسمّي المؤسسة الخيرية أو الجهة الإنسانية المستفيدة من المبلغ المالي الذي يكون حصل عليه في البرنامج.

## الموسم الأول
إنطلق الموسم الأول من برنامج ديو المشاهير يوم 22 تشرين الثاني 2010 على قناة أل بي سي، مع 8 مشاهير من العالم العربي شاركوا في البرنامج الذي يهدف إلى المساهمة في مشاريع خيريّة يعود ريعها لجمعيّات خيريّة وإنسانيّة.
ومع إعلان مقدّمة البرنامج ملكة جمال لبنان السابقة دينا عازار بدء مشوار التّحدي، ظهر المشاهير الثمانية تباعاً، ملكة جمال لبنان السابقة والناشطة في حملات التوعية الاجتماعية كريستينا صوايا، ومصمم الأزياء المصري المعروف في العالم العربي محمد داغر، والممثّلة السورية العربيّة الشهيرة جيني إسبر، و الإعلامية اللبنانيّة المعروفة يمنى شرّي، والنجمة والممثّلة اللبنانيّة نادين الراسي، وأحد روّاد الطبخ في لبنان والعالم العربي الشيف رمزي، والمدرّب الرياضي جورج عسّاف، والممثّل ومقدّم البرامج المصري المعروف أمير كرارة.
هكذا، سيغادر في كلّ أسبوع واحد من المشاهير مع جائزة نقديّة ستكون تصاعديّة، يعود ريعها للمشروع الذي اختاره. على أن تكون الجائزة الكبرى لمن سيصل إلى النهائيّات وينقذه تصويت الجمهور و تتكون لجنة التحكيم لهذا الموسم من الملحن و المؤلف المسرحي الغنائي اللبناني روميو لحود و الكاتبة و الشاعرة اللبنانية جمانا حداد و المؤلّف الموسيقي مروان منصور الرحباني.لم يغادر أحد في الحلقة الأولى و كان ضيوف الحلقة ׃ملحم زين .صوفيا المريخ و يارا
| الحلقة | تاريخ العرض لأول مرة | ضيوف الحلقة                                           | المغادر        | الأرباح             | المصادر |
| ------ | -------------------- | ----------------------------------------------------- | -------------- | ------------------- | ------- |
| 2      | 05 تشرين الثاني 2010 | كارول سماحة . غريس ديب . جوزيف عطية                   | محمد داغر      | 2.500 دولار أمريكي  |         |
| 3      |                      | نبيل شعيل . أحمد الشريف . ميرال زهر الدين             | الشيف رمزي     | 5.000 دولار أمريكي  |         |
| 4      |                      | ميريام فارس . فادي أندراوس                            | يمنى شري       | 7.000 دولار أمريكي  |         |
| 5      |                      | معين شريف . جو أشقر . حسام حبيب . ريان عيد            | جورج عساف      | 12.500 دولار أمريكي |         |
| 6      |                      | وديع الصافي . رويدا المحروقي . جورج الراسي . محمد باش | جيني إسبر      | 15.000 دولار أمريكي |         |
| 7      |                      | زين العمر . أنغام                                     | كريستينا صوايا | 17.500 دولار أمريكي |         |
| 8      |                      | فارس كرم . سميرة سعيد                                 |                |                     |         |

## الموسم الثاني
| الحلقة | تاريخ العرض لأول مرة    | ضيوف الحلقة                                          | المغادر            | الأرباح             | المصادر |
| ------ | ----------------------- | ---------------------------------------------------- | ------------------ | ------------------- | ------- |
| 2      | 25 . أيلول . 2011       | رامي عياش . إلين خلف . أنور الأمير . جيليبريت سايمون | ميسون الرويلي      | 2500 دولار أمريكي   |         |
| 3      | 5 . تشرين الأول . 2011  | ميريام فارس . عصام كاريكا . فادي أندراوس             | ديمة الجندي        | 5000 دولار أمريكي   |         |
| 4      | 7 . تشرين الأول . 2011  | نبيل شعيل . معين شريف . غدي                          | ميرنا خياط         | 7500 دولار أمريكي   |         |
| 5      | 14 . تشرين الأول . 2011 | محمد إسكندر . جوزيف عطية                             | حبيب الحبيب        | 10000 دولار أمريكي  |         |
| 6      | 21 . تشرين الأول . 2011 | مروان خوري . رويدا عطية . زينة أفطيموس               | هبة الأباصيري      | 12500 دولار أمريكي  |         |
| 7      | 28 . تشرين الأول . 2011 | وديع الصافي . سارة فرح . أميمة طاهر                  | باميلا الكيك       | 15000 دولار أمريكي  |         |
| 8      |                         | عبد الله بالخير . ملحم زين . أروى                    | سيف الدين سبيعي    | 17500 دولار أمريكي  |         |
| 9      |                         | سميرة سعيد . سعد رمضان                               | عمر الديني         |                     |         |
| 10     |                         | صابر الرباعي . كارول سماحة                           | طارق أبو جودة      | 22500 دولار أمريكي  |         |
| 11     |                         | كاظم الساهر . هيفاء وهبي                             | كارلوس عازار       | 25.000 دولار أمريكي |         |
| 11     | ماغي بو غصن             | كاظم الساهر . هيفاء وهبي                             | 50000 دولار أمريكي |                     |         |

## الموسم الثالث
| الحلقة | تاريخ العرض لأول مرة     | ضيوف الحلقة                                            | المغادر                              | الأرباح             | المصادر |
| ------ | ------------------------ | ------------------------------------------------------ | ------------------------------------ | ------------------- | ------- |
| 2      | 10.تشرين الثاني.2012     | ملحم زين . عصام كاريكا .رويدا عطية . منال ملاط         | ميرنا المهندس                        | 2.000 دولار أمريكي  |         |
| 3      | 17.تشرين الثاني.2012     | مروان خوري . غريس أشقر . مايا دياب . بول زغيب          | ورد الخال                            | 4.000 دولار أمريكي  |         |
| 4      | 24.تشرين الثاني.2012     | بريجيت ياغي . جوزيف عطية . باولا إبراهيم . ناجي الأسطا | زياد الصمد                           |                     |         |
| 5      | 01.كانون الأول.2012      | رامي عياش . أمينة . مكسيم الشامي . باتريك خليل         | سمر يسري                             | 5.000 دولار أمريكي  |         |
| 6      | 08.كانون الأول.2012      | هشام عباس . سارة فرح . ويليام بركات . ديانا مصلي       | الشيف ريشار                          | 8.000 دولار أمريكي  |         |
| 7      | 15.كانون الأول.2012      | شيرين عبد الوهاب . سمر أبي حيلا . سيندا                | كارولينا دي أوليفيرا                 | 9.500 دولار أمريكي  |         |
| 8      | 22.كانون الأول.2012      | يارا . ماري محفوض                                      | لم يغادر أحد (بمناسبة أعياد الميلاد) | لم يغادر أحد        |         |
| 9      | 29 . كانون الأول . 2012  | فارس كرم . كلوديا                                      | لم يغادر أحد (رأس السنة)             | لم يغادر أحد        |         |
| 10     | 05 . كانون الثاني . 2013 | ميريام فارس . سينتيا بارود                             | ماجد المصري                          | 10.000 دولار أمريكي |         |
| 11     | 12.كانون الثاني.2013     | أيمن زبيب . جو أشقر . مارك رعيدي                       | جيسي عبدو                            | 10.000 دولار أمريكي |         |
| 12     | 19.كانون الثاني.2013     | طوني حنا . نسمة محجوب . لارا مطر                       | كارين رزق الله                       | 12.000 دولار أمريكي |         |
| 13     | 26.كانون الثاني.2013     | هيفاء وهبي . إنغريد نقور . مارون شقور                  | ماريو باسيل                          | 15.000 دولارأمريكي  |         |
| 14     | 2 . شباط . 2013          | صابر الرباعي . تاتيانا مرعب . ديان أوساليفن            | عادل حقي                             | 17.000 دولار أمريكي |         |
| 14     | 2 . شباط . 2013          | صابر الرباعي . تاتيانا مرعب . ديان أوساليفن            | طوني أبو جودة                        | 25.000 دولار أمريكي |         |

## الموسم الرابع
بعد غيابٍ دام أكثر من ثلاث سنوات عن الشاشات العربية، عادت قناة إم تي في اللبنانية لاستضافة برنامج ديو المشاهير في موسمه الرابع الذي كان من تقديم أنابيلا هلال وشارك فيه ثلاثة عشر من نجوم العالم العربي مع لجنة تحكيم مؤلفة من الموسيقي أسامة الرحباني والملحن طارق أبو جودة والاعلامية منى أبو حمزة وبدأ عرض البرنامج في الثامن من نوفمبر 2015.
- في السهرة الأولى لم يخرج أحد النجوم من المنافسة وكان ضيوف السهرة : نجوى كرم و أيمن زبيب و بريجيت ياغي و عامر زيان و أنتوني توما.
  - في السهرة الثامنة لم يخرج أحد من النجوم بمناسبة الأعياد وكان ضيوف السهرة : نوال الزغبي و سعد رمضان و لاتويا.[4][5][6][7]

| الحلقة | تاريخ العرض لأول مرة | ضيوف الحلقة                                          | المغادر            | الأرباح            | الالمصادر            |
| ------ | -------------------- | ---------------------------------------------------- | ------------------ | ------------------ | -------------------- |
| 2      | 15 تشرين الثاني 2015 | فارس كرم . سارة الهاني . ميليسا . ميشال قزي .        | جوي كرم            | 2000 دولار أمريكي  | [ 8 ] [ 9 ]          |
| 3      | 22 تشرين الثاني 2015 | ملحم زين . زياد برجي . دينا حايك . خوسيه فيرنانديز   | ميشال قزي          | 2500 دولار أمريكي  | [ 10 ] [ 11 ]        |
| 4      | 30 تشرين الثاني 2015 | رامي عياش . شذى حسون . منال ملاط . فادي حرب          | سينتيا خليفة       | 3000 دولار أمريكي  | [ 12 ] [ 13 ]        |
| 5      | 7 كانون الأول 2015   | غسان صليبا . باسكال مشعلاني . نادر الأتات . ليا مخول | سنا نصر            | 3500 دولار أمريكي  | [ 14 ] [ 15 ]        |
| 6      | 14 كانون الأول 2015  | ديانا حداد . جو أشقر . غريس فخري . ماريتا الحلاني    | باسم ياخور         | 4000 دولار أمريكي  | [ 16 ] [ 17 ]        |
| 7      | 20 كانون الأول 2015  | يارا . فادي أندراوس . ناجي الأسطا                    | لورين قديح         | 5000 دولار أمريكي  | [ 18 ] [ 19 ]        |
| 9      | 3 كانون الثاني ‌2016  | عاصي الحلاني . مروان الشامي . غريس أشقر              | الشيف أنطوان الحاج | 6000 دولار أمريكي  | [ 20 ] [ 21 ] [ 22 ] |
| 10     | 10 كانون الثاني 2016 | وائل جسار . رويدا عطية . إنغريد نقور                 | معز التومي         | 7000 دولار أمريكي  | [ 23 ] [ 24 ]        |
| 11     | 17 كانون الثاني 2016 | مايا دياب . جاد نخلة . عصام كاريكا . لارا إسكندر     | رولا شامية         | 8000 دولار أمريكي  | [ 25 ] [ 26 ]        |
| 12     | 25 كانون الأول 2016  | كارول سماحة . يوري مرقدي . سيندا                     | إدوارد             | 9000 دولار أمريكي  | [ 27 ] [ 28 ] [ 29 ] |
| 13     | 31 كانون الأول 2016  | نانسي عجرم . جوزيف عطية                              | شكران مرتجى        | 12000 دولار أمريكي | [ 30 ] [ 31 ] [ 32 ] |
| 13     | 31 كانون الأول 2016  | نانسي عجرم . جوزيف عطية                              | وسام صليبا         | 15000 دولار أمريكي | [ 30 ] [ 31 ] [ 32 ] |
| 13     | 31 كانون الأول 2016  | نانسي عجرم . جوزيف عطية                              | طوني عيسى          | 30000 دولار أمريكي | [ 30 ] [ 31 ] [ 32 ] |